# 売春宿の放蕩息子
『売春宿の放蕩息子』（ばいしゅんやどのほうとうむすこ、英: The Prodigal Son in the Brothel）、または『居酒屋の放蕩息子』（いざかやのほうとうむすこ、英: The Prodigal Son in the Tavern）、または 『放蕩息子としてのレンブラントとサスキア』（ほうとうむすとことしてのレンブラントとサスキア、独: Rembrandt und Saskia im Gleichnis vom verlorenen Sohn、英: Rembrandt and Saskia in the parable of the prodigal son） は、17世紀オランダ黄金時代の巨匠レンブラント・ファン・レインが1637年頃、キャンバス上に油彩で制作した絵画である。「REMBRANDT F.」と署名されている。画面に描かれている2人は、レンブラント自身と彼の妻、サスキア・ファン・オイレンブルフと特定されている。作品は、ドレスデンのアルテ・マイスター絵画館に所蔵されている。

## 主題

レンブラント 『放蕩息子の帰還』(1668-1669年) エルミタージュ美術館、サンクトペテルブルク

同時代のプロテスタントの世界では、 放蕩息子のたとえ話は、その道徳的背景のためにしばしば取り上げられた主題であった。オランダでは、放蕩息子の物語は芝居の舞台で好んで取り上げられた。放蕩息子の物語は、『新約聖書』の「ルカによる福音書」 (15-13) に記述されており、要約は以下のようなものである。
ある人に2人の息子があったが、弟は父に生前贈与として財産の分け前を要求し、父はその要求を受け入れた。息子はその財産を持って、遠い国に旅立ち、放蕩の限りを尽くして財産を使い果たした。その結果、豚の餌まで食べなけらればならないくらいになり、ようやく自身の過ちに気づく。最終的に、息子は父のもとに帰っていくが、父は息子を寛大に温かく迎え入れる。
レンブラントは、1669年に油彩で『放蕩息子の帰還』 (エルミタージュ美術館) を描いているだけでなく、デッサン、版画などでも「放蕩息子の帰還」の主題をしばしば取り上げている。

## 作品
記録によると、本作はレンブラントが自分自身のために描いた。画家の自画像の中では一番大きく、例外的な寸法である。キャンバスの左側はおそらく画家自身によって切断されているが、これは、二次的な人物を除き、鑑賞者の注意を絵画の主題に向けるためであろう。17世紀の鑑賞者が酔っ払いの膝に乗る女の絵を見たら、放蕩息子を喜ばせている娼婦だと判断したに違いない。実際、X線調査の結果、レンブラントが元来、サスキアと自身の間に娼家の女将を描いていたことが判明している。さらに、飲食費を書き込むための壁の黒板や、「金のかかる自尊心」の比喩であるクジャクのパイも、遺産を浪費する放蕩息子の絵画の伝統的なモティーフであった。ちなみに、キリスト教の図像学では、クジャクは「美」と「愛」の象徴であるばかりでなく、「虚栄心」、「プライド」、「傲慢さ」の象徴でもある。本作に見られるレンブラントの尊大な態度と非現実的な衣装は16世紀の絵画、あるいはイタリア・バロック期の巨匠カラヴァッジョの作品に見られるもので、本作が現実の場面の描写でないことを強調している。

## 解釈
本作は、単に聖書の物語の図像化という見方もあれば、レンブラントが自身を罪深い存在として描き出した一種の「見立て絵」であるとする解釈もある。この解釈に従えば、本作は、放蕩息子が悔悛と寛大さによって救われるたとえ話の意味を反映していることになる。だが、レンブラントの率直な笑顔を見ると、作品が悔悛の情の敬虔な表明であるとは思われない。
レンブラントが自身の信仰と、芸術の世界における華々しい成功との間の相矛盾した気持ちを表しているとも考えられる。出世を遂げたレンブラントが自身の平凡な出自にも、また新たに加わった豪勢な社交界にも違和感を持ったのは想像に難くない。1636年に、レンブラントは、サスキアの父の遺産を彼女に配分することを拒む親戚相手の訴訟に勝ち、その2年後には、サスキアが「父の遺産を浪費している」と主張した彼女の親戚たちを誹謗中傷のかどで訴え、自分たち2人は「あり余る財産」を有していると抗議している。この文脈で考えると、本作は、レンブラントの親族の出費をからかったものと解釈できなくもない。
そのほか、美術史家のケネス・クラークは、レンブラントの陽気な様子に比べて、サスキアがやや取り澄ましたような態度を示している点を指摘して、社会的にレンブラントより地位の高い家から来たサスキアに対するレンブラントの屈折した心理が表明されているのでないかという仮説を提案している。
なお、放蕩息子を描くとしても、帰還の場面ではなく、遊興の場面を取り上げたのはなぜかという点については、解釈の問題として残っている。

## 顔料
作品に用いられている絵具の分析によると 、レンブラントがバロックの顔料として一般的であった黄土色、鉛錫黄色、アリザリン、コバルトガラスを選択し、丹念な重ね塗りの油彩技法が使われていることを示している。